# Belinda (lune)
Pour les articles homonymes, voir Belinda.
Belinda (U XIV Belinda, aussi appelée Bélinda) est un satellite naturel d'Uranus du groupe de Portia.
Belinda est une lune découverte en 1986 par la sonde Voyager 2 d'où sa désignation temporaire S/1986 U 5. Excepté ses caractéristiques orbitales et une estimation de ses dimensions, on ne connaît que peu de chose à son sujet.
Le nom « Belinda » est celui de l'héroïne de La Boucle de cheveux enlevée d'Alexander Pope, aussi appelée « Belinde » ou « Bélinde ».
L'orbite de Belinda est très proche de celle de Cupid, elles peuvent donc être instables, une collision est possible.